# Parti populaire allemand (Empire allemand)
Cet article concerne le Parti populaire allemand durant la période de l'Empire allemand. Pour le parti existant durant la république de Weimar, voir Parti populaire allemand (République de Weimar).
Le Parti populaire allemand (Deutsche Volkspartei en allemand), abrégé en DtVP, aussi appelé parfois Süddeutsche Volkspartei (parti populaire sud-allemand) est un parti social-libéral allemand fondé en 1868.
Il ne doit pas être confondu avec le Parti populaire allemand de la république de Weimar, qui est issu du  parti national libéral.

## Historique
Le DtVP est issu de la scission de l'aile gauche du Parti populaire progressiste lors du conflit constitutionnel prussien en 1868. Il a donc été créé du temps de la confédération de l'Allemagne du Nord. L'aile droite du parti devient lors le parti national libéral qui soutient la politique mené par le chancelier prussien puis impérial Otto von Bismarck et en constitue le principal appui politique au sein de la confédération puis dans le nouvel Empire allemand.
Au contraire du parti national libéral, le DtVP se positionne en faveur de la solution grande-allemande dans la question de l'unité allemande. Pour rappel, la solution grande-allemande est la solution incluant l'Autriche dans le nouvel État allemand. Elle est opposée à la solution petite-allemande qui prévoit l'exclusion de l'Autriche et une union dominé par la Prusse. Cette prise de position est partiellement expliquée par le fait que le parti est surtout ancré dans le sud de l'Allemagne (en royaume de Bavière, dans le Bade et le Wurtemberg, dans cette dernière région le parti devient le Demokratische Volkspartei à partir de 1864). Après la formation du Reich en 1871, cette opinion se transforme en prise de position pour une structure fédéraliste de l'empire, ainsi qu'en faveur de réformes démocratiques pour un parlement doté de plus de pouvoir notamment. Le parti lutte également contre la position hégémonique prussienne au sein du nouvel empire et contre le pouvoir du Kaiser. Dans ce but, il collabore un temps avec les sociaux-démocrates, qui sont encore marxistes à l'époque.
Toujours en opposition au parti national libéral, le DtVP se trouve dans l'opposition gouvernementale au chancelier Bismarck. Le parti considère que la défense des libertés individuelles est plus importante que l'unité, qui a été réalisée « par le haut », c'est-à-dire par les princes et non par la révolution comme en France par exemple. Lors des élections de 1893, le parti obtient ses meilleurs résultats avec 11 sièges, presque tous gagnés dans le Wurtemberg.
En 1910, le DtVP fusionne avec les autres partis sociaux-libéraux Parti populaire radical et l'Union radicale afin de former le Parti populaire progressiste. Après la Première Guerre mondiale, le Deutsche Demokratische Partei (DDP) naît des cendres de ce parti.
Parmi les membres notables du parti (ainsi que du DDP) on compte  Ludwig Quidde, prix Nobel de la paix 1927. Il était membre depuis 1893.